# Crucifix

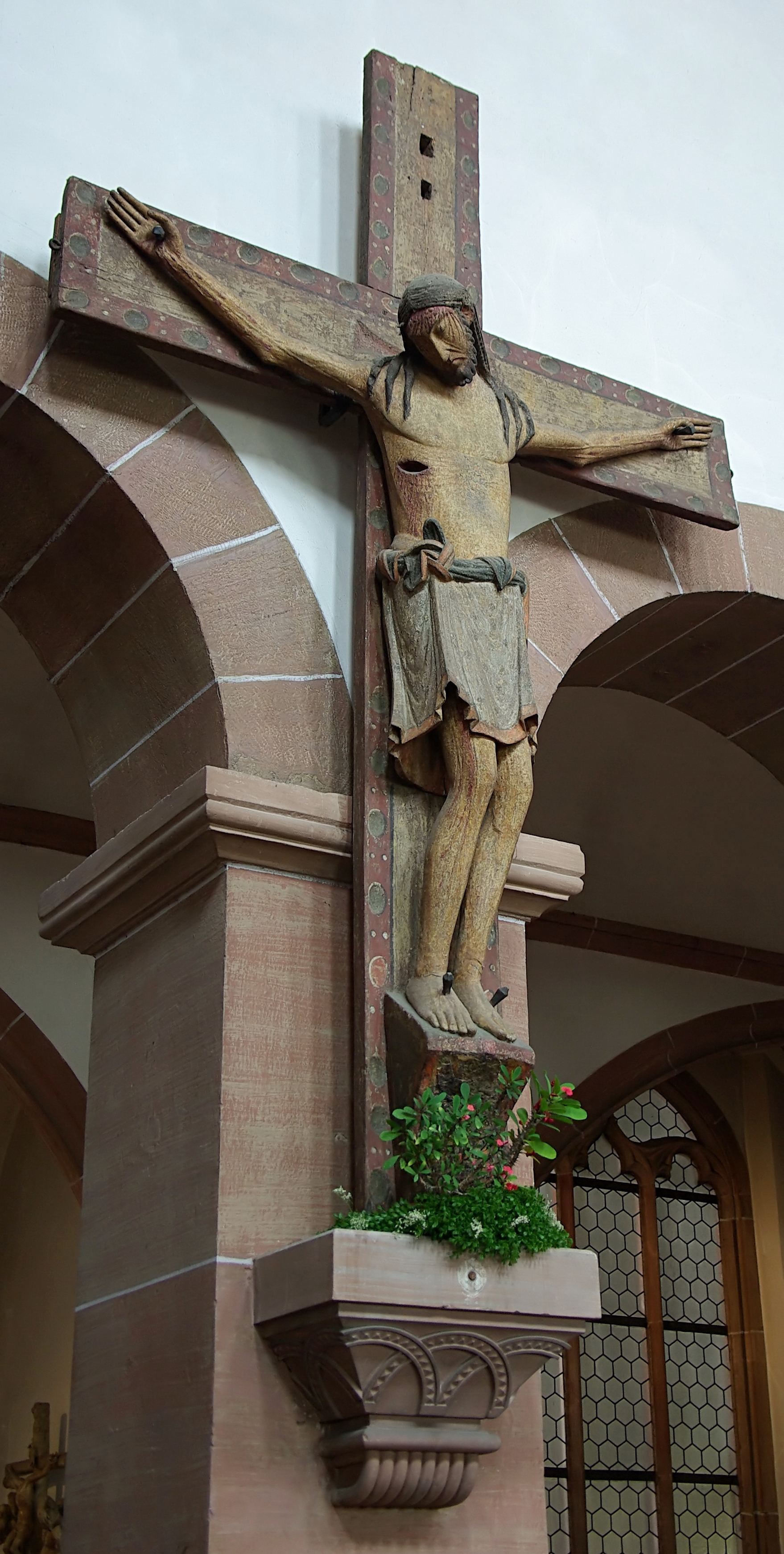
Crucifix romanic (sec. al X-lea), Aschaffenburg

Crucifixul (din latină cruci fixus, "pironit pe cruce") este reprezentarea în sculptură a lui Isus Cristos răstignit pe cruce, reprezentare specifică Bisericii Romano-Catolice.
În tradiția creștină răsăriteană trupul Mântuitorului este pictat pe cruce.
Conform descoperirilor de până acum, cea mai veche reprezentare creștină a crucificării a apărut în jurul anului 430 d. Hr., într-un basorelief de pe portalul de la intrarea în Bazilica Santa Sabina de pe colina Aventin din Roma.

## Varia
Crucifix este una una din creațiile compozitorului francez Jean-Baptiste Faure.

## Galerie de imagini

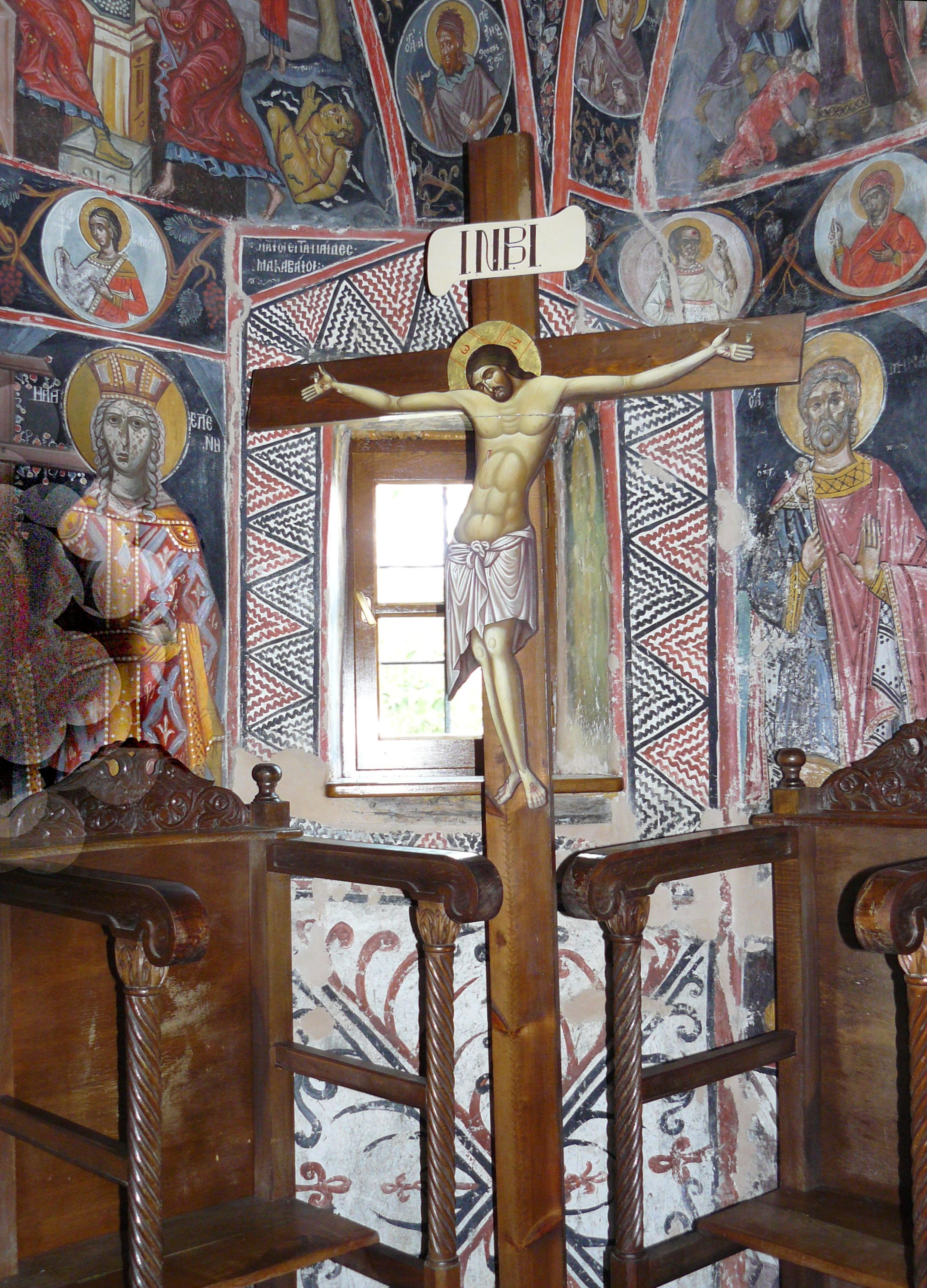
Crucifix ortodox grecesc
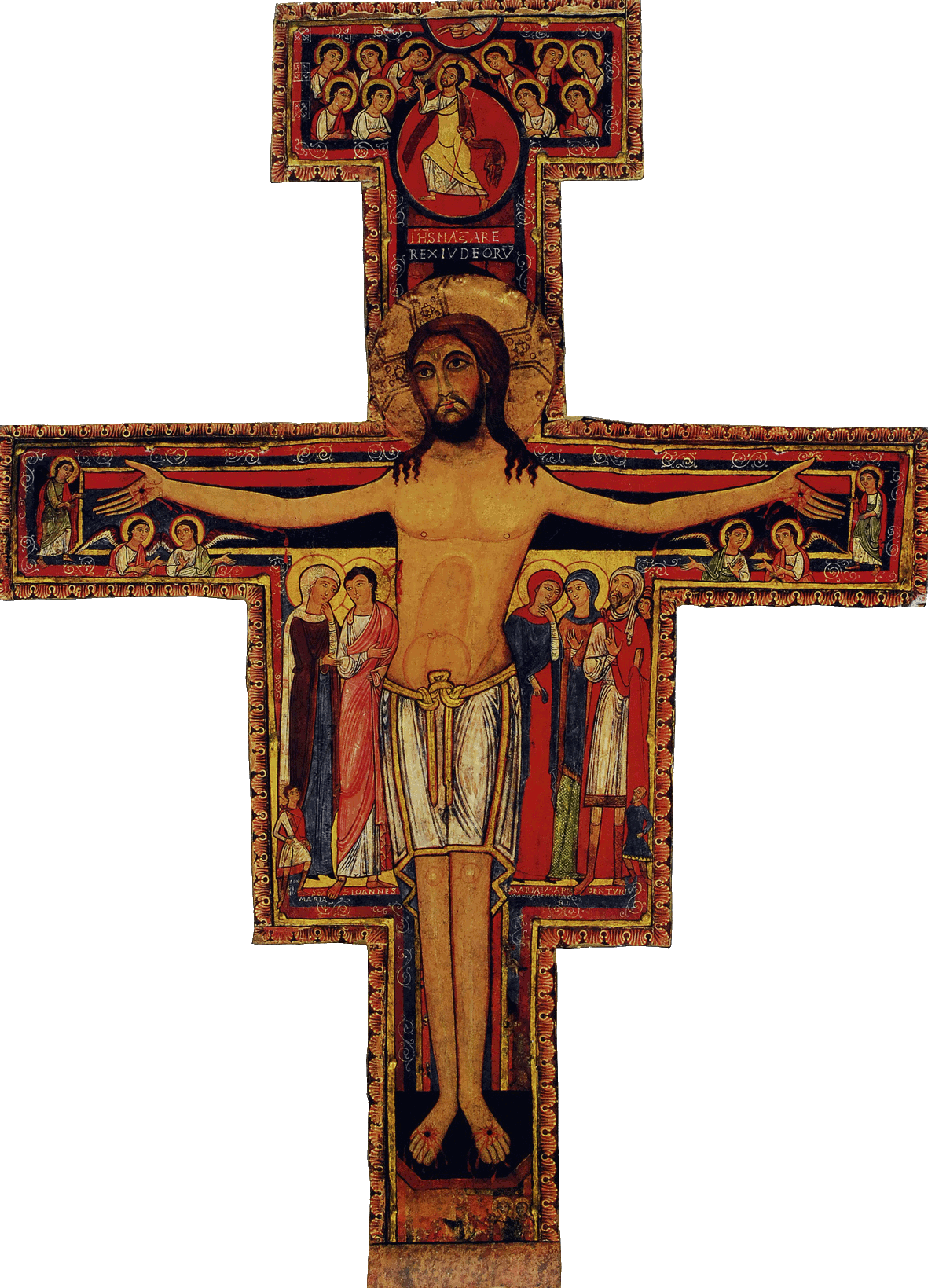
Crucea din San Damiano (Italia)
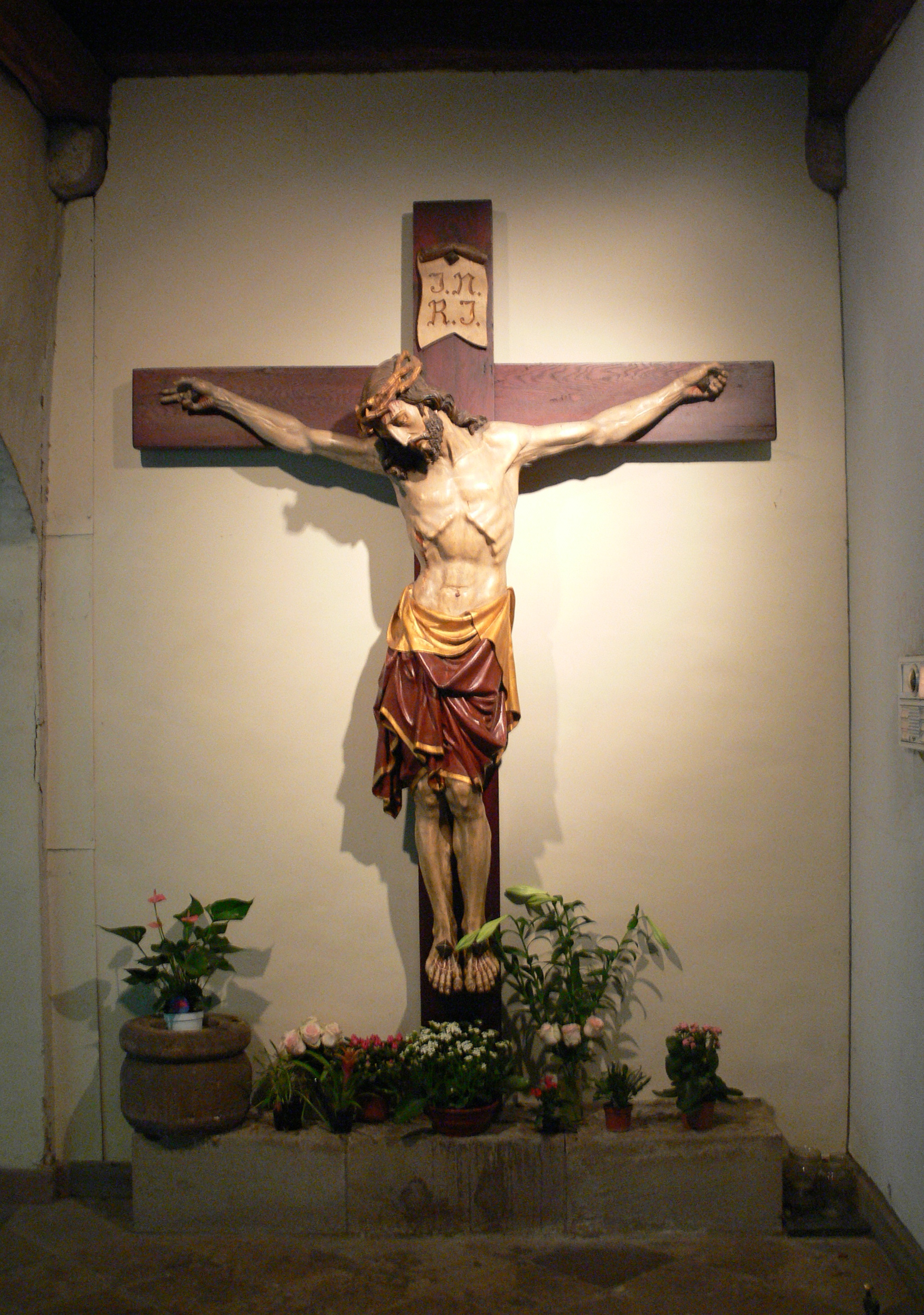
Crucifix din Essen (Germania)